# Janvier 1834

## Événements
- 1er janvier :
  - Adhésion de la Bavière et du Wurtemberg au Zollverein qui regroupe 25 États de la Confédération germanique mais exclut l’Autriche.
  - France : Louis-Georges Mulot et son fils commencent le forage du puits de Grenelle à Paris, dans la cour de l'abattoir de Grenelle.

- 4 janvier, France : premier discours de Lamartine à la Chambre, il est élu déjà depuis presque un an.

- 9 janvier, France : début du cours de Michelet à la Sorbonne.

- 15 janvier :
  - Gouvernement Francisco Martínez de la Rosa en Espagne.
  - France : publication, chez Urbain Canel de l'Étude sur Mirabeau de Victor Hugo, en préface aux Mémoires de Mirabeau.

- 16 janvier, France : durant les débats de la Chambre des députés, Denis Larabit, se plaignant de la dictature militaire du ministère Soult, Bugeaud l'interrompit par ces mots : «L'obéissance est le premier devoir du soldat». Un autre député, François-Charles Dulong, demanda, caustique : « Même si on lui demande de devenir geôlier ? ».

- 29 janvier, France : au cours d'un duel qui les oppose, Bugeaud tue Dulong.
  - Rémusat : « Il n'y avait pas un mois que la Chambre était ouverte, lorsqu'un événement sinistre vint accroître l'irritation universelle : dans un débat sur une question d'avancement militaire, le général Bugeaud ayant insisté sur la nécessité de l'obéissance dans l'armée, un jeune homme assez doux de manières, Dulong, collègue de la députation de Dupont de l'Eure - dont il passait (je le répète sans en savoir un mot) pour le fils naturel - demanda au général si la soumission du militaire devait aller jusqu'à lui faire accepter le métier de geôlier. L'offense était personnelle. Un duel, qu'on avait cru pouvoir éviter, devint inévitable grâce à l'intervention de Carrel qui s'opposa aux explications accordées par Dulong et qui portait dans ces sortes d'affaires une raideur pointilleuse peu digne de son esprit et que Sainte-Beuve a parfaitement décrite[1]. On se battit. Bugeaud tua son adversaire; il y mit, après comme avant, un luxe de sang-froid qui n'était pas nécessaire, et Dupont de l'Eure donna sa démission de membre de la Chambre. »

## Naissances
- 1er janvier : Ludovic Halévy, académicien français († 1908).
- 2 janvier : Vassili Perov, peintre russe († 10 juin 1882).
- 15 janvier : Frederick DuCane Godman (mort en 1919), ornithologue et entomologiste britannique.
- 17 janvier : August Weismann (mort en 1914),médecin et biologiste allemand.
- 19 janvier : Alexander von Homeyer, ornithologue allemand († 1903).
- 20 janvier : Adolph Frank (mort en 1916), chimiste, ingénieur et homme d'affaires allemand.

## Décès
- 16 janvier : Jean Nicolas Pierre Hachette (né en 1769), mathématicien français.
- 17 janvier : Giovanni Aldini (né en 1762), physicien italien.